# Republic of Doyle
Republic of Doyle là một sê-ri truyền hình dài tập thể loại hài-chính kịch của Canada đặt bối cảnh tại St. John's, Newfoundland và Labrador, phát sóng trên CBC Television từ ngày 6 tháng 1 năm 2010 đến ngày 10 tháng 12 năm 2014. Phim có sự tham gia của Allan Hawco trong vai cựu sĩ quan cảnh sát và thám tử tư Jake Doyle và diễn viên Seán McGinley trong vai cha anh, sĩ quan cảnh sát đã về hưu Malachy Doyle. Họ đóng cặp trong vai bộ đôi thám tử tư cùng với Rose Doyle, người vợ thứ của Malachy (do Lynda Boyd thủ vai) tại St. John's. Krystin Pellerin đảm nhận vai nữ cảnh sát/trung sĩ Leslie Bennett, với Mark O'Brien đóng vai Desmond "Des" Courtney – người hợp tác điều tra với nhà Doyle và Marthe Bernard vai Katrina "Tinny" Doyle, cháu gái của Jake và cháu gái chắt của Malachy. Những vụ án đều liên quan đến họ trong tất cả các quan hệ – không phải tất cả bọn họ đều làm đúng theo pháp luật. Ngày 14 tháng 4 năm 2014, các nhà sản xuất đã duyệt cho chương trình làm tiếp mùa thứ sáu – mùa cuối của sê-ri.

## Diễn viên

### Chính
- Allan Hawco – Jake Doyle (Mùa 1–6)
- Seán McGinley – Malachy Doyle (Mùa 1–6)
- Lynda Boyd – Rose Miller (Mùa 1-2) Rose Doyle (Mùa 2-6)
- Krystin Pellerin – Leslie Bennett (Mùa 1–6)
- Rachel Wilson – Dr. Nikki Renholds (Chính, Mùa 1; Định kỳ, Mùa 2–6)
- Mark O'Brien – Desmond "Des" Courtney (Mùa 1–6)
- Marthe Bernard – Katrina "Tinny" Doyle (Mùa 1–6)
- Bob Cole – lồng tiếng giới thiệu đầu phim[5] (Mùa 1–6)

### Định kỳ
- Steve O'Connell – Trung úy Daniel Hood (Mùa 1–6)
- Sean Panting – Walter McLean (Mùa 1–6)
- Michelle Nolden – Allison Jenkins (Mùa 2–5)
- Jonathan Goad – Christian Doyle (Mùa 1–6)
- Krista Bridges - Kathleen Doyle (Mùa 3-6)
- Lola Tash – Sloan Daniels (xuất hiện trong 12 tập từ Mùa 5–6)
- Rick Roberts – Thị trưởng William Cadigan Clarke (Mùa 2–5)
- Jonathan Keltz – Grayson Mann (Mùa 4–5)
- Patricia Isaac – Monica Hayward (Mùa 4)
- Nicholas Campbell – Martin Poole (Mùa 1–5)
- Paul Gross – Kevin Crocker (Mùa 2–5)
- Gordon Pinsent – Maurice Becker (Mùa 1–4)
- Victor Garber – Garrison Steele (Mùa 1–5)
- Alan Doyle – Wolf Redmond (Mùa 2–6)
- Scott Grimes – Jimmy O'Rourke (Mùa 3–6)

## Nhân vật
- Jake Doyle – Jake là một người đàn ông 30 tuổi sống với cha mình Malachy sau khi vợ cũ của anh là Nikki ly thân và đuổi anh ra khỏi nhà. Từng là một sĩ quan cảnh sát, giờ đây anh phải làm một thám tử tư với cha mình và vợ ông, Rose. Anh còn bao bọc, bảo vệ cô cháu gái 16 tuổi Tinny một cách quá mức. Anh là con thứ hai và con út của Mal Doyle với người vợ cũ Emily Ann. Anh điều khiển một chiếc xe Pontiac GTO 1968 và mặc một chiếc áo khoác da màu đen, cả hai đặc điểm trên đều nổi bật và xuất hiện trong suốt sê-ri. Sau nhiều năm theo đuổi nhau, trong Mùa 4 anh và Leslie Bennett trở thành một cặp tình nhân. Anh cũng phát hiện trong Mùa 5 rằng anh có một cô cháu gái 16 tuổi tên Sloan. Gần cuối loạt phim, Sloan tiết lộ với Jake rằng tất cả đều là lừa đảo: cô đã làm giả xét nghiệm DNA và thật sự không phải cháu gái Jake. Trong tập cuối của sê-ri, Leslie tiết lộ với Jake rằng cô đang mang bầu; sau khi bị Thanh tra Pickard bắn, cô nằm trong bệnh viện và có người tiết lộ với Jake rằng cô sẽ sinh đôi.
- Leslie Bennett – Leslie là Thanh tra viên tại sở cảnh sát hoàng gia Newfoundland, bạn/người yêu của Jake và cung cấp thông tin giúp anh điều tra các vụ án. Leslie là người làm anh phân tâm cả trong lúc điều tra lẫn cuộc sống đời thường. Cô và Jake đều có tình cảm với nhau nhưng có vẻ thể hiện chúng không đúng cách khiến cho mối quan hệ của họ trở nên rắc rối. Từ Mùa 4 trở đi mối quan hệ của họ phát triển mạnh mẽ hơn, cho đến khi một bí mật từ quá khứ của cô quay trở lại. Cô là mẹ của hai đứa trẻ cùng với một đứa nữa sắp sinh.
- Malachy Doyle – Malachy, được biết với các tên gọi Mal, Skipper và Poppy, là một thám tử tư đi cùng con trai ông Jake, tạo thành cặp cộng sự "Doyle and Doyle." Ông 56 tuổi và có ba người con đã trưởng thành: Christian, Kathleen và Jake. Ông cũng có một đứa cháu ngoại tên là Tinny đang sống cùng ông trong khi mẹ cô bé (Kathleen Doyle) đang công tác xa nhà ở Alberta. Ông sống cùng vợ mình Rose, cháu ngoại và con trai út Jake. Ông thường chế giễu những mối quan hệ 'thất bại' với phụ nữ của Jake. Sau này ông còn phát hiện ra mình có một đứa cháu ngoại thứ hai.
- Rose Doyle – Rose là vợ của Mal, mẹ kế của Jake, Christian và Kathleen, bà kế của Tinny và Sloan. Bà làm quản lý văn phòng kiêm thư ký cho "Doyle and Doyle". Bà dường như có một mối quan hệ yêu/ghét với cháu ngoại của chồng Tinny và con trai ông Jake, sau này bà và Jake dần phát triển thành tình cảm mẹ con. Người chồng cũ phạm tội của Rose Martin Poole sẽ tiếp tục trở lại gây rối trong sê-ri.
- Nikki Renholds – Nikki là vợ cũ của Jake. Cô là một bác sĩ tại bệnh viện St. John's. Nikki đã hỗ trợ điều tra các vụ án trong những tập đầu tiên. Sau đó cô đã tái hôn, chuyển đi nơi khác và có một cậu con trai.
- Katrina 'Tinny' Doyle-Courtney – Tinny là con gái của Kathleen Doyle. Cô sống cùng với ông ngoại (thường gọi ông là Mal hoặc Poppy), chú Jake và vợ ông ngoại Rose. Cô 16 tuổi và không thể chịu được sự bảo vệ quá mức đến từ ông ngoại và chú mình. Cô có một mối quan hệ yêu/ghét với vợ ông ngoại Rose và một trong các nhân viên, nhân vật chính Des Courtney. Sau này Tinny trở thành nữ cảnh sát trong sở cảnh sát Newfoundland và bắt đầu hẹn hò với Des. Tên của cô hiện giờ là Katrina 'Tinny' Doyle-Courtney sau khi cô kết hôn với Des.
- Des Courtney – Des là nghệ sĩ đá graffiti phạm pháp và thách thức với thời trang. Anh là người thiết kế bảng treo của thị trấn và chiếc xe Pontiac GTO của Jake cho đến khi Jake bắt anh phục tùng – và tham gia đội ngũ điều tra "Doyle and Doyle". Anh 19 tuổi và có tình cảm với Tinny làm cho Jake ghét anh. Tên thật của anh là Pierce Redmond và con trai của một kẻ bỉ ổi và không kém phần đần độn Jody Redmond. Vì không muốn hợp tác với cha mình nên Des đã che giấu danh tính của anh. Anh đã phát triển từ một kẻ phạm pháp thành một thành viên cốt cán của "Doyle & Doyle", đặc biệt chuyên về mảng công nghệ trong các vụ án. Sau khi làm hỏng mối quan hệ với một sinh viên y và sống sót sau khi bị bắn, anh bắt đầu hẹn hò với Tinny. Tên hiện giờ của anh là Doyle-Courtney.

## Sản xuất
Republic of Doyle được ghi hình trong và xung quanh St. John's, Newfoundland và Labrador. Diễn viên chính của sê-ri, Allan Hawco còn là giám đốc sản xuất/nhà sản xuất/nhà đồng sáng tạo và biên kịch chính của chương trình. Các nhà sản xuất khác gồm có John Vatcher (kiêm giám đốc sản xuất), Rob Blackie, Perry Chafe (đồng sáng tạo và biên kịch) và Michael Levine.
Năm 2013, Republic of Doyle đã phát sóng tập phim crossover hư cấu với chương trình chính kịch tội phạm của CBC Television có tựa Murdoch Mysteries. Với bối cảnh cách nhau 100 năm, trong tập phim Murdoch Mysteries ra mắt vào ngày 25 tháng 11 năm 2013, Hawco xuất hiện trong vai Jacob Doyle, tổ tiên ở thế kỉ 19 của Jake Doyle; trong khi đó ở tập phim Republic of Doyle ra mắt vào ngày 29 tháng 1 năm 2014, Yannick Bisson xuất hiện trong vai Thám tử Bill Murdoch, hậu duệ ở thế kỉ 21 của nhân vật Thám tử William Murdoch từ sê-ri còn lại.

## Tập phim
| Mùa | Mùa | Tập | Phát sóng gốc        | Phát sóng gốc        |
| Mùa | Mùa | Tập | Phát sóng đầu tiên   | Phát sóng cuối       |
| --- | --- | --- | -------------------- | -------------------- |
|     | 1   | 12  | 6 tháng 1 năm 2010   | 7 tháng 4 năm 2010   |
|     | 2   | 13  | 12 tháng 1 năm 2011  | 6 tháng 4 năm 2011   |
|     | 3   | 13  | 11 tháng 1 năm 2012  | 4 tháng 4 năm 2012   |
|     | 4   | 13  | 6 tháng 1 năm 2013   | 21 tháng 4 năm 2013  |
|     | 5   | 16  | 2 tháng 10 năm 2013  | 5 tháng 2 năm 2014   |
|     | 6   | 10  | 15 tháng 10 năm 2014 | 10 tháng 12 năm 2014 |

## Phát sóng quốc tế
| Quốc gia | Kênh                               | Ngày lên sóng                                             |
| -------- | ---------------------------------- | --------------------------------------------------------- |
| Nam Phi  | Fox Entertainment                  | 1 tháng 8 năm 2010                                        |
| Anh Quốc | Alibi                              | 27 tháng 10 năm 2010                                      |
| Úc       | ABC2 (mùa 1) 13th Street (mùa 2 –) | 6 tháng 11 năm 2010                                       |
| Brazil   | Globosat HD                        | 11 tháng 11 năm 2010                                      |
| Estonia  | Fox Crime                          | 11 tháng 9 năm 2010                                       |
| Serbia   | Fox Crime                          | 14 tháng 12 năm 2010                                      |
| Bulgaria | Fox Crime                          | 4 tháng 12 năm 2010                                       |
| Ba Lan   | TVP2                               | 25 tháng 12 năm 2012                                      |
| Đức      | 13th Street                        | 16 tháng 10 năm 2013                                      |
| Hoa Kỳ   | CW                                 | Thứ 7 và Chủ Nhật hàng tuần                               |
| Hà Lan   | 13th Street                        | Đến Thứ 6 ngày 13 tháng 3 năm 2015, Thứ 2-Thứ 6 hàng tuần |